# 曹成 (团练使)
曹成（?—?），南宋初年游寇领袖。
建炎三年（1129年），游寇王善、曹成、孔彦舟等合众五十万，攻打南薰门。岳飞所部仅八百人，岳飞左挟弓，右运矛，横冲其阵。游寇大乱，被岳飞击败。之后，曹成转战光州，绍兴元年（1131年）正月十五，曹成攻打汉阳军，李允文派汪若海招降他和张用、李宏、马友，任命他为知郢州。曹成有贰心，汪若海写信责备。曹成大怒，要杀汪若海，汪若海夜宿王林军帐，用计得王林军印，夺其部众五千人。次日，曹成逃走。
曹成入鄂州，再至江西。八月，曹成掠夺湖西，进犯沅州，程昌寓指令万俟卨权沅州事。曹成至城下，万俟卨召土豪、壮丁守城，曹成粮尽退兵。曹成和知复州李宏合军屯守济阳。汪若海写信给李宏，让他刺杀曹成归顺；李宏得信图谋曹成，力不能胜，于是去长沙刺杀马友。既而曹成攻打李宏，李宏逃到潭州。十月，曹成和马友在潭州交战，曹成战败，回到攸县。十一月，张俊遣使持诏招降曹成，以所部赴行在。曹成据攸县，向子諲军在安仁县，遣使招曹成，曹成听命。向子諲又派将西守衡阳，南守宜章，曹成不敢南下百余日。援兵不至，曹成不满向子諲钳制自己，拥众十余万，攻打安仁县，擒获安抚使向子諲，进攻道州。十二月，曹成攻克道州，守臣向子忞弃城逃走。
绍兴二年（1132年）正月初十，宣抚司都统制马扩派人持吴敏檄文告谕曹成，曹成同意受招安，释放向子諲。正月廿一，曹成进犯郴州永兴县。二月，宋高宗命岳飞知潭州，兼权荆湖东路安抚都总管，付金字牌、黄旗，率马友、李宏、韩京、吴锡等共讨曹成。曹成听说岳飞将至，大惊道：“岳家军来矣。”于是分道逃走。岳飞至茶陵，奉诏招降，曹成不从。三月廿八，曹成攻打贺州清水砦，守臣刘全弃城逃走。四月，曹成攻克贺州。闰四月，岳飞入贺州境，抓住曹成的间谍，放出粮尽撤军回茶陵的假消息。故意放走间谍，间谍回去告知曹成，曹成大喜，次日来追。岳飞率军绕岭已至太平场，破其草砦。曹成据险拒岳飞，岳飞掩击，曹成大败。曹成逃走据守北藏岭、上梧关，遣将迎战，岳飞夺其二隘。十日后，曹成又从桂岭修筑营砦至北藏岭，岳飞八千军马一鼓登岭，在桂岭县再败曹成，岳飞曹成逃奔连州。曹成逃到连州，岳飞派遣统制张宪追击，得胜，张宪从贺州、连州，徐庆自邵州、道州，王贵自郴州、桂州，招降敌兵二万，与岳飞会连州，进兵追击曹成。曹成逃向郴州，赵不群乘城固守，拒却曹成。曹成于是逃往邵州。郝政率众逃到沅州，逃到白布，为曹成报仇，号称白巾贼，张宪一鼓擒获。岳飞入莫邪关，第五将韩顺夫解鞍脱甲，以所虏妇女陪酒。曹成部将杨再兴率众直入其营，杀死韩顺夫和岳飞之弟岳翻。曹成兵败，杨再兴逃到跃入涧，张宪想要杀他，杨再兴说想要见岳公，于是受缚。岳飞见到杨再兴，把他释放，让他当以忠义报国，杨再兴拜谢。五月，韩世忠平定福建后，抵达洪州，派遣董旼招降曹成，曹成率领战士八万投降，听命赴行在朝觐。